# Heiße Spuren (1974)
Heiße Spuren ist ein deutscher Kriminalfilm von Wolfgang Hübner aus dem Jahr 1974. Der Kinderfilm wurde von der DEFA im Auftrag des Kinderfernsehens der DDR produziert.

## Handlung
Der zehnjährige Lutz Paschke, Sohn des Kriminalhauptmanns Paschke, ist ein begeisterter, aber oftmals übereifriger Detektiv. Mit seinem Basset Hound Pinkus streift er durch seine Stadt und vermeint in meist harmlosen Ereignissen Verbrechen zu erkennen. Ein ums andere Mal wird sein Vater von ihm zu einem vermeintlichen Verbrechen gerufen, so glaubt Lutz einen Mord gesehen zu haben, der sich jedoch als linkischer Karpfentötungsversuch erweist. Vater Paschke ist genervt, zumal ihn Lutz’ Aktionen immer wieder in peinliche Situationen bringen. Als Lutz daher einen anonymen Brief erhält, der mit ausgeschnittenen Buchstaben Freitagabend ein Verbrechen an der alten Mühle ankündigt, sagt er seinem Vater nichts. Mit Spürhund Pinkus und seiner besten Freundin Katrin begibt sich Lutz abends zur Mühle. Tatsächlich sieht Katrin eine Person mit Fernglas, die jedoch flüchtet. Auf dem Weg zur Bahn sehen beide Kinder in einer Kleingartenanlage den Flüchtenden erneut, der auf der Flucht über die Gartenzäune springt. Lutz findet in dem Garten nicht nur einen großen Schuhabdruck, sondern auch einen Knopf. An der Straßenbahnhaltestelle fallen ihnen zwei junge Männer mit einem Karton Rasensamen und einem Radio auf, die auf Pinkus unwirsch reagieren. Zu Hause warten Lutz’ verärgerte Eltern. Weil er nicht nach Hause gekommen ist, konnte beide nicht in ein Konzert gehen, sondern haben auf ihren Sohn gewartet und die Nachbarn alarmiert. Als Lutz andeutet, dass er wegen eines Einbruchs in Gartenlauben und nachfolgender Untersuchungen des Tatorts so spät gekommen ist, wird Vater Paschke wütend.
Am nächsten Tag erfährt Paschke, dass tatsächlich in der Laubenkolonie eingebrochen wurde. Es fehlen Maschinen und ein Radio. Abtransportiert wurde das Diebesgut vermutlich in einem Rasensamenkarton. Paschke befragt seinen Sohn, doch der gibt nun nur vage Antworten. In der Schule hat er gesehen, dass die Schuhe seines Lehrers Dornbusch ein markantes und tiefes Profil haben. Mit Katrin schleicht er sich heimlich zum Tatort zurück und zeichnet das Schuhprofil ab. Dabei wird er von Laubenbesitzerin Luise Weberlein erwischt, die ihn als vermeintlichen Einbrecher zur Polizei bringt. Vater Paschke verlangt von Lutz, dass er sich bei Frau Weberlein persönlich entschuldigt und Lutz und Katrin gehen zu ihrer Wohnung. Es stellt sich heraus, dass Dornbusch bei Frau Weberlein zur Untermiete wohnt. An seiner Jacke fehlt der Knopf, den Lutz im Garten gefunden hatte. Herr Dornbusch streitet auch nicht ab, nachts in der Laubenkolonie gewesen zu sein und erklärt Lutz, dass er sich in einer Notlage befunden habe. Der von Katrin alarmierte Paschke erfährt die Hintergründe: Frau Weberlein ist eine sehr strenge Wirtin, sodass Herr Dornbusch sich mit seiner Verlobten notgedrungen in Frau Weberleins Gartenlaube trifft. Erneut war Lutz’ Tätersuche erfolglos.
Paschke lässt sich von Lutz eine genaue Täterbeschreibung der beiden jungen Männer geben, die er an der Haltestelle gesehen hatte. Einer hatte einen großen Fleck auf der Hose. Tatsächlich kann ein Mann festgestellt werden, der eine solche Hose in einer Reinigung abgegeben hat. Gleichzeitig ermittelt Lutz auf eigene Faust weiter. Er gibt eine Annonce auf, in der er als Schüler ein Kofferradio sucht. Nach kurzer Zeit gehen zwei Antworten ein: Der Vater einer älteren Gesangslehrerin fällt als möglicher Täter aus. Die zweite Annonce jedoch führt Lutz auf den richtigen Weg, da die beiden Täter ihr altes Radio für wenig Geld loswerden wollen. Lutz jedoch verspricht sich und gerät in Gefahr, weil auch die Täter ihn als Jungen vom Tatabend wiedererkennen. Kurze Zeit später erscheint jedoch die Polizei und nimmt beide Männer fest. Paschke macht Lutz Vorwürfe, auch wenn er zugeben muss, selbst nicht auf die Idee mit der Anzeige gekommen zu sein. Lutz verspricht, nie wieder Detektiv zu spielen, löst jedoch zuletzt noch das Rätsel um den Verfasser des Buchstabenbriefs: Ein Klassenkamerad wollte ihm damit einen Streich spielen.

## Produktion
Heiße Spuren beruht auf dem Hörspiel Ein Fall für Kalle Kramer von Brigitte Tenzler. Der Film erlebte am 26. Dezember 1974 auf DFF 1 seine Fernsehpremiere. Die Kostüme schuf Marlene Froese, die Bauten stammen von Werner Zieschang.

## Kritik
Der film-dienst nannte Heiße Spuren die „Geschichte eines zehnjährigen Schülers, der sich als Kriminalist betätigt und dabei mit Übereifer zu Werke geht. Fernsehkrimi für Kinder.“